# UTC+2
UTC+2 se odnosi na vremenske zone:

## Kao standardno vreme (cele godine)
KT - Kaliningrad  Time:
- Rusija
  -  Kalinjingradska oblast

CAT - Central Africa Time:
- Bocvana
- Burundi
- Egipat
- Zambija
- Zimbabve
- Južna Afrika
- Demokratska Republika Kongo - istočni deo države:
  - Kasai-Ocidental, Kasai-Oriental, Katanga, Maniema, Nord-Kivu, Orientale, Sud-Kivu
- Lesoto
- Libija
- Mozambik
- Namibija
- Malavi
- Ruanda
- Svazilend

## Kao standardno vreme samo zimi (severna hemisfera)
EET - Eastern European Time (koriste se evropska pravila o letnjem vremenu)
- Bugarska
- Grčka
- Estonija
- Kipar (uključujući Akrotiri i Dekeliju (UK) ali ne i Tursku Republiku Severni Kipar)
- Letonija
- Litvanija
- Moldavija
- Rumunija
- Ukrajina (osim Krima)
- Finska (uključujući  Olandska Ostrva)

Teritorije koje koriste druga pravila o letnjem vremenu:
- Izrael
- Liban
- Palestina (delimično međunarodno priznanje)

## Kao letnje ukazno vreme (severna hemisfera)
CEST - Central European Summer Time:
- Albanija
- Andora
- Austrija
- Belgija
- Bosna i Hercegovina
- Vatikan
- Danska
- Francuska
- Gibraltar (UK)
- Italija
- Lihtenštajn
- Luksemburg
- Mađarska
- Makedonija
- Malta
- Monako
- Nemačka
- Norveška, uključujući: Svalbard i Jan Majen
- Poljska
- San Marino
- Slovačka
- Slovenija
- Srbija
- Holandija
- Hrvatska
- Crna Gora
- Češka Republika
- Španija (bez Kanarskih ostrva)
- Švedska
- Švajcarska